# Matrice à signes alternants

Les 7 matrices à signes alternants de taille 3

En mathématiques, et plus particulièrement en combinatoire, une matrice à signes alternants est une matrice carrée dont tous les coefficients valent 0, 1 ou −1, telle que la somme de chaque ligne et de chaque colonne soit égale à 1 et que les signes des coefficients non nuls soient alternés dans chaque ligne et dans chaque colonne. Ces matrices généralisent les matrices de permutation et apparaissent naturellement dans la méthode de condensation de Dodgson pour calculer les déterminants. Elles sont aussi liées au modèle à six sommets en physique statistique. Elles ont été introduites pour la première fois par William Mills, David Robbins et Howard Rumsey en lien avec ce modèle.

## Exemple
Voici un exemple de matrice à signes alternants (qui n'est pas une matrice de permutation).

Image sous forme de puzzle

{\displaystyle {\begin{bmatrix}0&0&1&0\\1&0&0&0\\0&1&-1&1\\0&0&1&0\end{bmatrix}}.}

## La conjecture des matrices à signes alternants
La conjecture des matrices à signes alternants énonce que le nombre de matrices à signes alternants de taille {\displaystyle n\times n} est 
{\displaystyle \prod _{k=0}^{n-1}{\frac {(3k+1)!}{(n+k)!}}={\frac {1!4!7!\cdots (3n-2)!}{n!(n+1)!\cdots (2n-1)!}}.}
Les premiers termes de cette suite pour n = 0, 1, 2, 3… sont
1, 1, 2, 7, 42, 429, 7436, 218348… (suite A005130 dans l'OEIS).
Cette conjecture a été démontrée par Doron Zeilberger en 1992. En 1995, Greg Kuperberg (en) a donné une démonstration relativement courte utilisant l'équation de Yang-Baxter pour le modèle à 6 sommets, qui passe par un calcul de déterminant, en résolvant des relations de récurrence dues à Vladimir Korepin (en).

## La conjecture de Razumov-Stroganov
En 2001, A. Razumov et Y. Stroganov ont conjecturé une connexion entre le modèle des boucles O(1), le modèle des boucles tassées (fully packed loops) et les matrices à signes alternants.
Cette conjecture a été démontrée en 2010 par L. Cantini et A. Sportiello.